# Mr. Wash

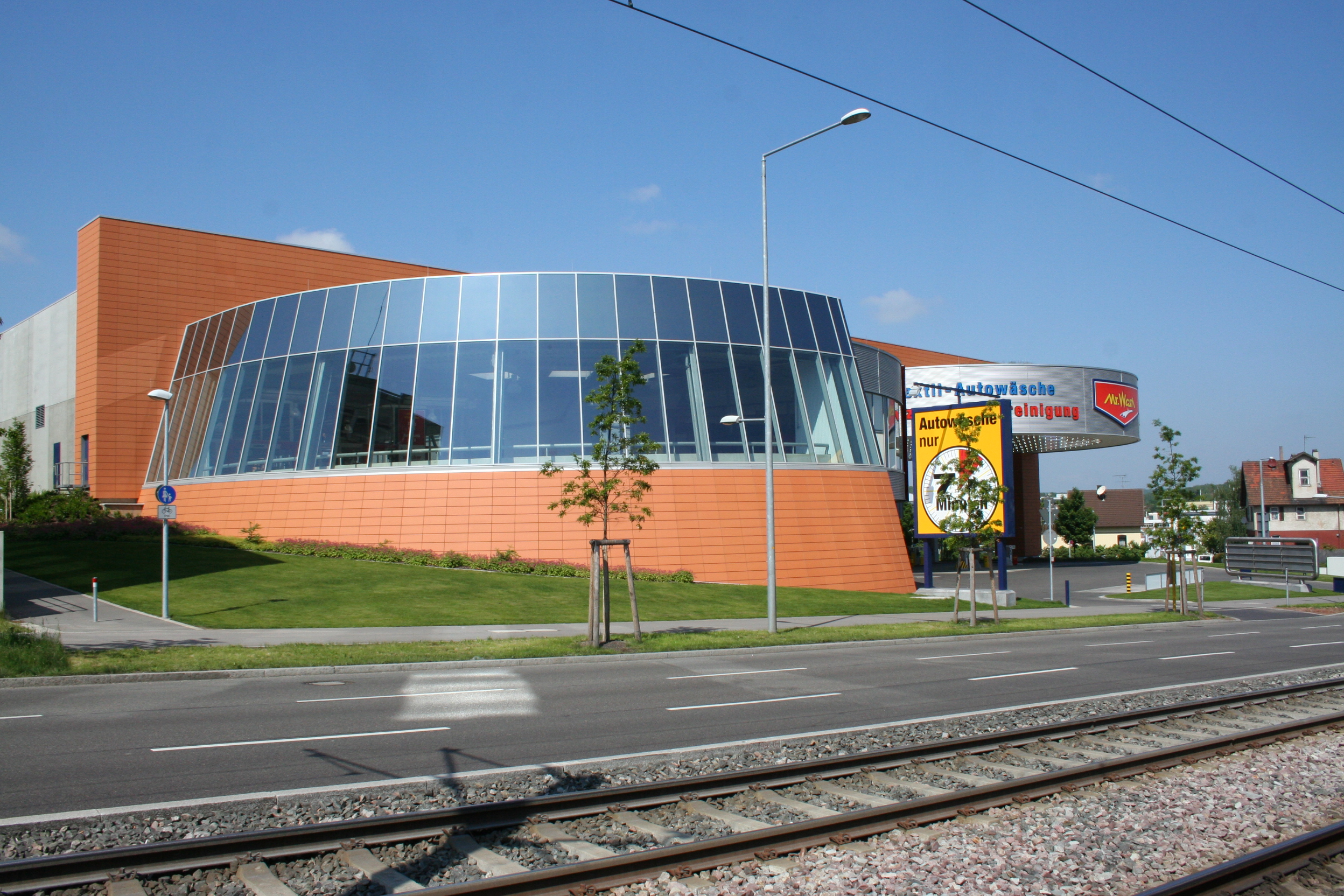
Waschanlage und Tankstelle in Stuttgart

Die Mr. Wash Autoservice AG ist ein deutscher Betreiber von Autowaschstraßen und Tankstellen. Der Firmensitz befindet sich in Essen.

## Unternehmensgeschichte
Die erste Waschstraße von Mr. Wash eröffnete Joseph Enning 1964 in Düsseldorf. 1965 wurde die Automatische Auto-Wasch-Geräte GmbH gegründet und 1974 in die heutige Mr. Wash Autoservice AG umgewandelt. Die Gesellschaft befindet sich noch heute im Mehrheitsbesitz (95 %) der Gründerfamilie, 5 % gehören freien Aktionären.
Insgesamt verfügt das Unternehmen über 34 Standorte bundesweit. In jeder Niederlassung gibt es eine textile Waschstraße mit bis zu 4 parallel laufenden Bändern. Hierdurch sind an Spitzentagen mehrere tausend Wäschen an einem Standort möglich. In 14 Niederlassungen wird auch die Innenreinigung auf einem Förderband angeboten. Des Weiteren wird an vielen Standorten ein „Handwax“-Service (Wachsen des Autolackes mit Poliermaschine) angeboten.
Spitzenreiter der Mr. Wash-Anlagen ist die Filiale in Essen. Hier werden jährlich mehr als 500.000 Autos gewaschen, gereinigt und gewachst. Bis 2013 wurden 3200 Autos an einem Tag gewaschen, die Anlage an einem Standort ist für 4000 Fahrzeuge pro Tag ausgelegt. An 19 Standorten wird eine Tankstelle betrieben, an 13 Standorten Ölwechsel angeboten.

## Kritik
In einem ZDF-Bericht des Fernsehmagazins Frontal21 vom 12. Januar 2010 wurde Mr. Wash Lohndumping vorgeworfen und behauptet, dass Mitarbeiter teilweise nicht nach Arbeitszeit, sondern nach Anzahl der gewaschenen Autos bezahlt würden und sich finanziell an entstandenen Fahrzeugschäden beteiligen müssten. Auf die Bandgeschwindigkeit hat der Mitarbeiter keinen Einfluss. Der Vorwurf des Lohndumpings wurde von der Konzernleitung als unbegründet zurückgewiesen. Der für die finanzielle Schadensbeteiligung der Mitarbeiter verantwortliche Filialleiter in Nürnberg wurde entlassen.